# 吳春雄
吳春雄，中華民國（台灣）政治人物，曾任第八、九屆高雄市議員，後代表中國國民黨在高雄市選區當選為第一屆第四次增額立法委員。